# Drunella cornutella
Drunella cornutella je druh jepice z čeledi Ephemerellidae. Přirozeně se vyskytuje v Severní Americe. Poprvé tento druh popsal kanadský entomolog James Halliday McDunnough v roce 1931.